# Мяги, Конрад
Конрад Вильгельм Мяги (эст. Konrad Vilhelm Mägi; 1 ноября 1878, et:Hellenurme mõis, Российская империя — 15 августа 1925, Тарту, Эстония) — эстонский художник, пейзажист.

## Биография
Родился 1 ноября 1878 года близ Дерпта. Начальное художественное образование получил на курсах рисования Общества немецких ремесленников в Дерпте.
В 1903 году поступил в Училище технического рисования барона Штиглица в Санкт-Петербурге, но вынужден был прервать учёбу из-за участия в революционных событиях 1905 года.
Лето 1906 года художник провёл на Аландских островах, живописная природа которых вдохновила его на создание ряда пейзажей.
В 1907 году переехал в Париж, а в период с 1908 по 1910 годы находился в Норвегии, откуда снова уехал в столицу Франции. В 1910 году впервые познакомил художественную общественность Эстонии со своими работами, прислав из Норвегии несколько картин («Норвежский пейзаж с сосной», «Норвежский пейзаж» и др).
В 1912 году вернулся на родину и лето 1913 и 1914 годов провёл на острове Сааремаа (картина «Морская капуста» и др.).
Был одним из основателей и вдохновителей тартуского художественного общества «Паллас», а затем — и художественной школы под тем же названием.

## Интересные факты
- В 2004 году состоялась премьера спектакля драматурга Марта Кивастика «Портрет замерзающего художника», посвящённая жизни художника и завоевавший позже множество наград и призов[1].
- Медаль Конрада Мяги вручается ежегодно лучшему живописцу Эстонии.
- В Тарту, на Ратушной площади в том же помещении, где в начале XX века творил сам мастер, сейчас работает ателье Конрада Мяги.
- 1 декабря 2008 года на аукционе в салоне «Е» картина Конрада Мяги «Портрет женщины» была продана за 1 010 000 эстонских крон, «Пейзаж Капри» — за 2 миллиона крон[2].
- Имя Конрада Мяги некоторое время носил Тартуский художественный колледж.
- Вошёл в составленный в 1999 году по результатам письменного и онлайн-голосования список 100 великих деятелей Эстонии XX века[3].

|                     |                         |                                                              |                           |                               |
| ПортретМарие Рейсик | Capri tänav. 1922-1923. | Пейзаж с красным облаком (Maastik punase pilvega). 1913-1914 | Norra maastik. 1908-1910. | Obersdorfi maasti. 1922-1923. |